# Astoria metróállomás
Az Astoria a budapesti M2-es metróvonal egyik állomása a Blaha Lujza tér és a Deák Ferenc tér között Budapesten. Az állomást a metró első szakaszának átadásával, 1970. április 2-án nyitották meg.
A megálló eredetileg nem szerepelt az állomáslistán, utólag kezdték meg a beépítését. Az állomás a többi mélyépítésű állomástól eltérően nem háromalagutas, hanem ötalagutas. Ezt az típust ennél az állomásnál alkalmazták először, ezért Budapest stílusúnak nevezik.

## Képgaléria

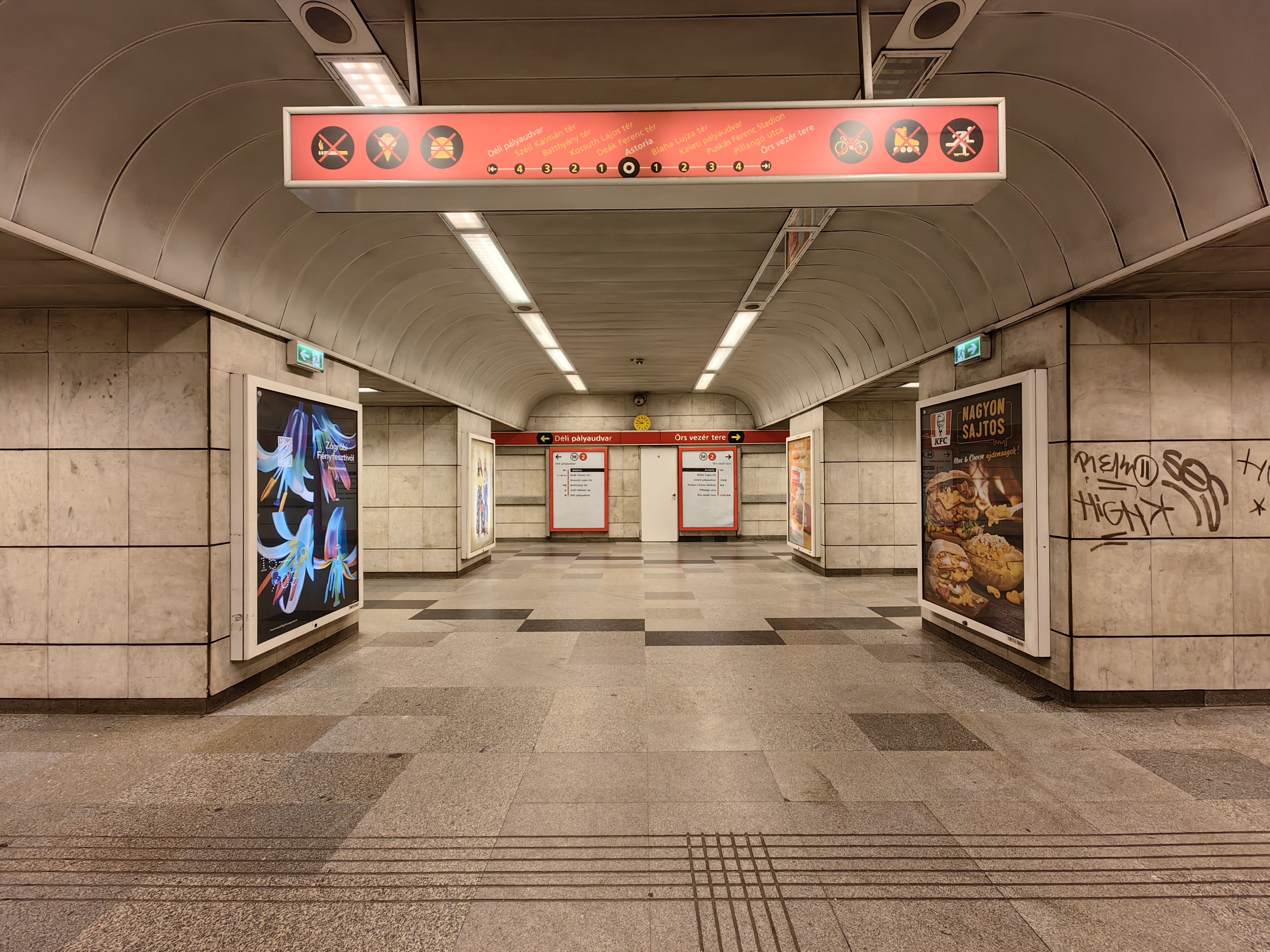
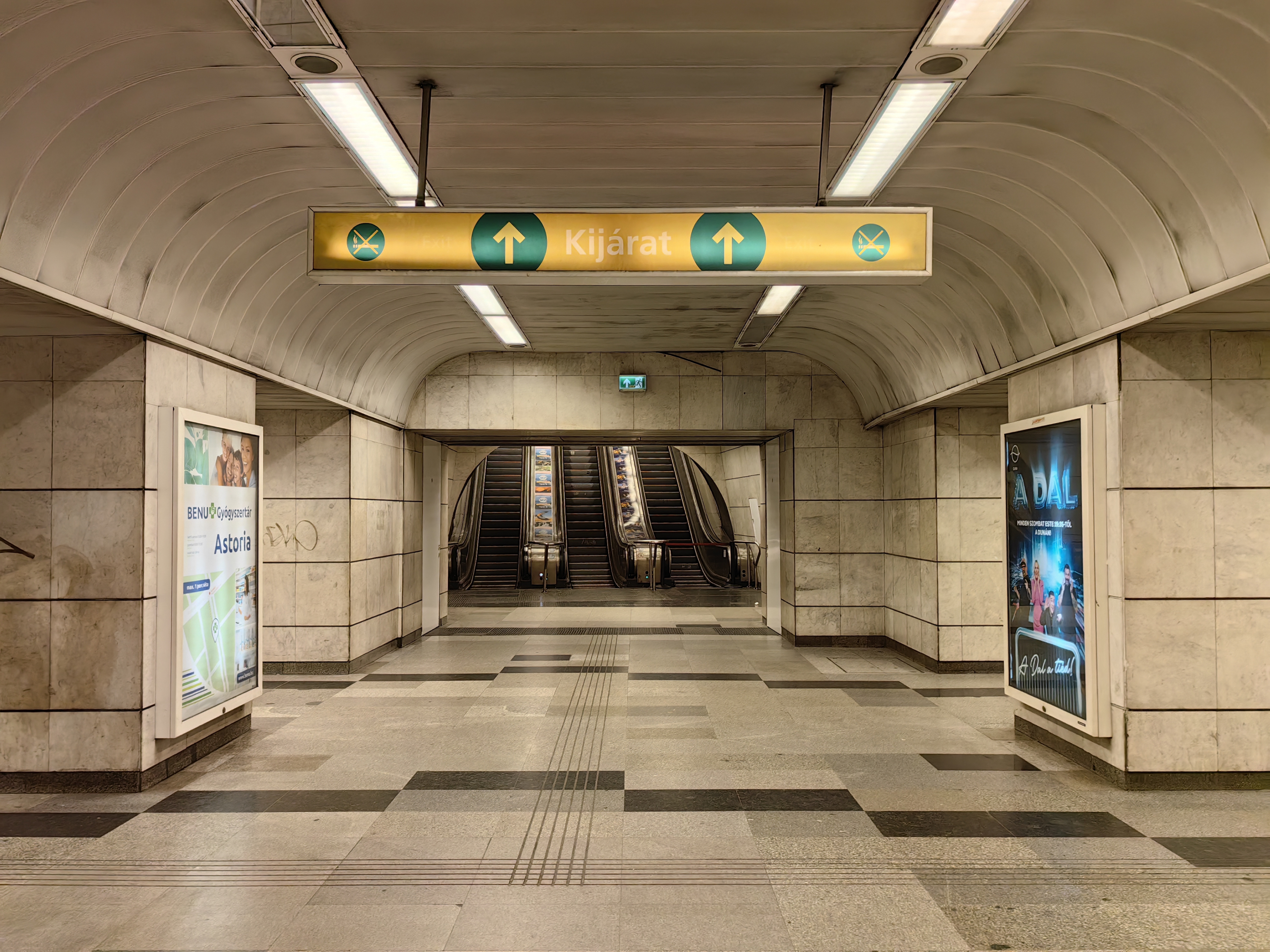
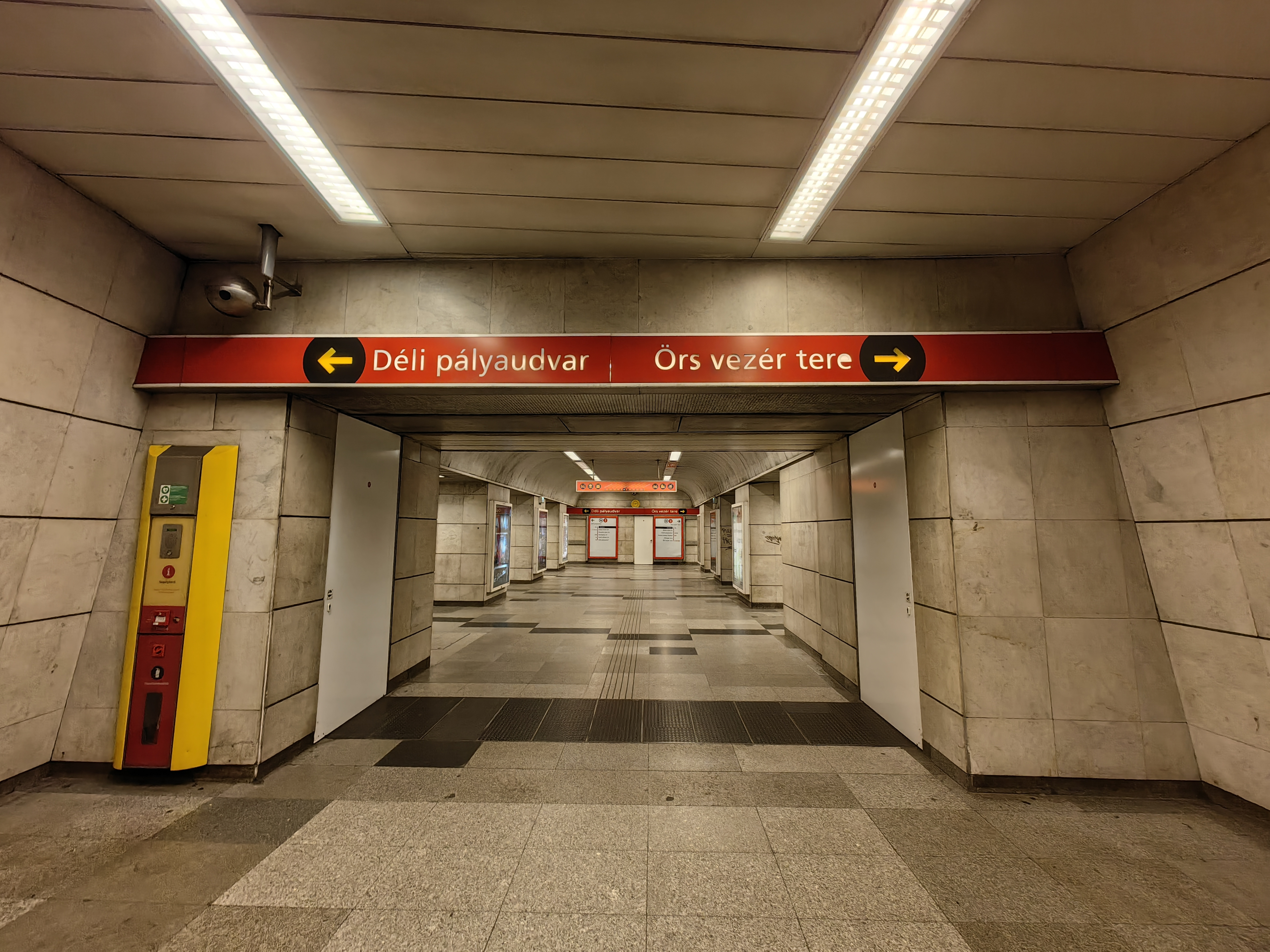
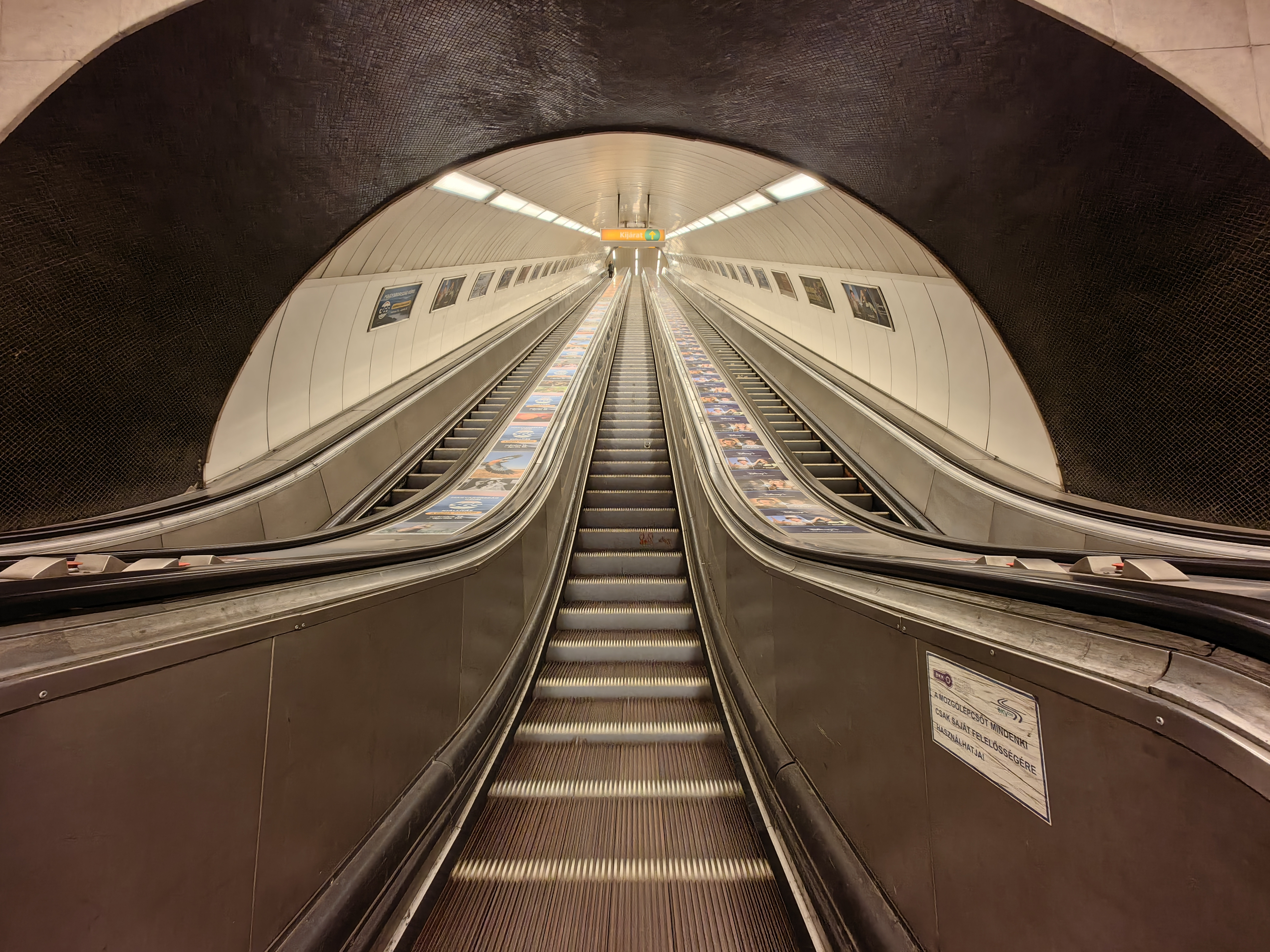
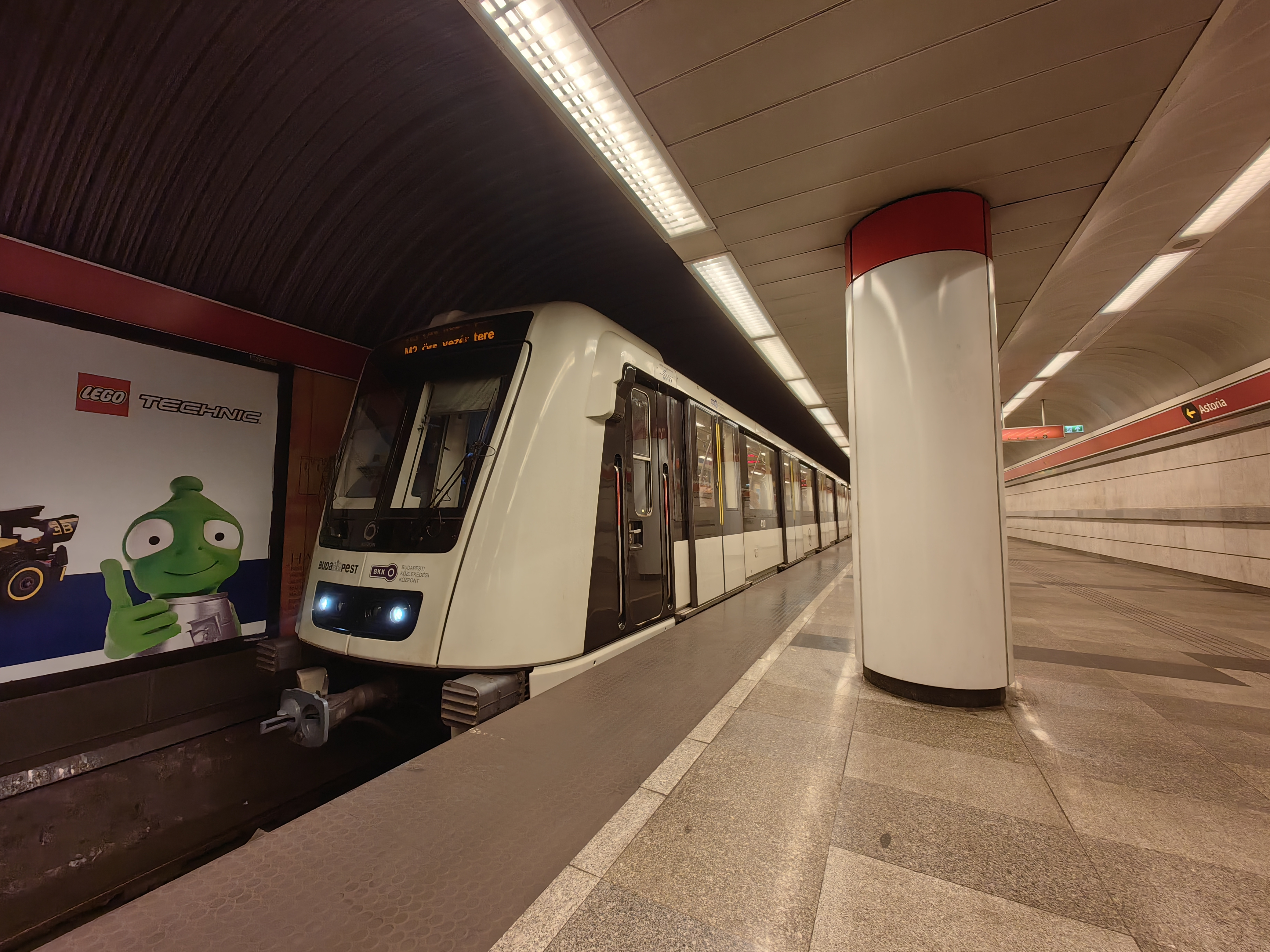
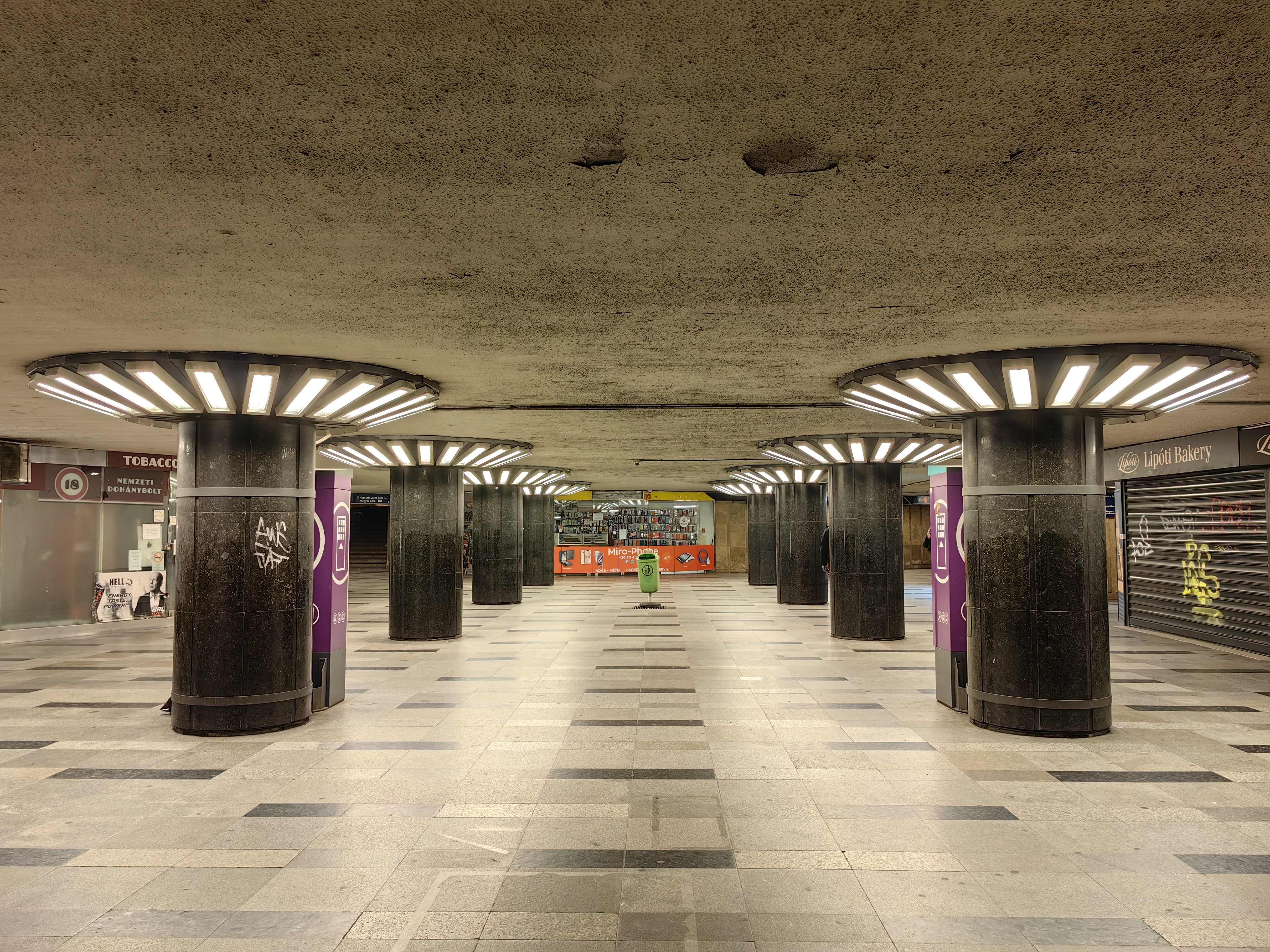

## Átszállási kapcsolatok
| Astoria | 5, 7, 8E, 9, 100E (hajnalban), 107, 108E, 110, 112, 133E 47, 48, 49 72, 74 | ELTE-Bölcsészettudományi Kar, Astoria szálloda, Dohány utcai zsinagóga, Belvárosi Színház, Puskin mozi |